# Comuna Falköping
Falköping (Falköpings kommun) este o comună din comitatul Västra Götalands län, Suedia, cu o populație de 31.988 locuitori (2013).

## Geografie

### Zone urbane
Lista celor mai mari zone urbane din comună (anul 2015) conform Biroului Central de Statistică al Suediei:
| Nr | Zona urbană  | Pop.   |
| -- | ------------ | ------ |
| 1  | Falköping    | 17.170 |
| 2  | Stenstorp    | 1.823  |
| 3  | Floby        | 1.562  |
| 4  | Kinnarp      | 962    |
| 5  | Åsarp        | 609    |
| 6  | Vartofta     | 529    |
| 7  | Torbjörntorp | 466    |
| 8  | Gudhem       | 429    |
| 9  | Odensberg    | 290    |
| 10 | Kättilstorp  | 231    |

## Demografie
| \| Evoluția demografică în comuna Falköping, 1970–2015 \| Evoluția demografică în comuna Falköping, 1970–2015 \| Evoluția demografică în comuna Falköping, 1970–2015 \| Evoluția demografică în comuna Falköping, 1970–2015 \| Evoluția demografică în comuna Falköping, 1970–2015 \| \| ----------------------------------------------------------------------------------------------------- \| --------------------------------------------------- \| --------------------------------------------------- \| --------------------------------------------------- \| --------------------------------------------------- \| \| An \| \| \| Locuitori \| \| \| 1970 \| 1970 \| \| 32643 \| 32643 \| \| 1975 \| 1975 \| \| 32513 \| 32513 \| \| 1980 \| 1980 \| \| 31875 \| 31875 \| \| 1985 \| 1985 \| \| 31448 \| 31448 \| \| 1990 \| 1990 \| \| 31994 \| 31994 \| \| 1995 \| 1995 \| \| 32001 \| 32001 \| \| 2000 \| 2000 \| \| 31007 \| 31007 \| \| 2005 \| 2005 \| \| 31185 \| 31185 \| \| 2010 \| 2010 \| \| 31513 \| 31513 \| \| 2015 \| 2015 \| \| 32511 \| 32511 \| \| Sursa: SCB - Statistika Centralbyrån, Folkmängd efter region, civilstånd, ålder och kön. År 1968–2016 \| \| \| \| \| |      |  |           |       |
| Evoluția demografică în comuna Falköping, 1970–2015 |      |  |           |       |
| An |      |  | Locuitori |       |
| 1970 | 1970 |  | 32643     | 32643 |
| 1975 | 1975 |  | 32513     | 32513 |
| 1980 | 1980 |  | 31875     | 31875 |
| 1985 | 1985 |  | 31448     | 31448 |
| 1990 | 1990 |  | 31994     | 31994 |
| 1995 | 1995 |  | 32001     | 32001 |
| 2000 | 2000 |  | 31007     | 31007 |
| 2005 | 2005 |  | 31185     | 31185 |
| 2010 | 2010 |  | 31513     | 31513 |
| 2015 | 2015 |  | 32511     | 32511 |
| Sursa: SCB - Statistika Centralbyrån, Folkmängd efter region, civilstånd, ålder och kön. År 1968–2016 |      |  |           |       |